# Tom Everett Scott
Pour les articles homonymes, voir Tom Scott et Scott.
Ne doit pas être confondu avec Tom Everett.
Tom Everett Scott est un acteur américain, né le 7 septembre 1970 à East Bridgewater (Massachusetts).

## Biographie
Tom Everett Scott est né le 7 septembre 1970 à East Bridgewater (Massachusetts). Ses parents sont Cynthia "Cindy" (née Pierce) Scott et William Joseph "Bill" Scott (décédé en 2007).
Il est diplômé de l'Université de Syracuse en 1992.

### Vie privée
Il est marié depuis 1997 à Jenni Gallagher. Ils ont deux enfants, une fille Arly Scott née en 2000 et un fils, Finn Scott, né en 2004.

## Filmographie

### Cinéma

#### Longs métrages
- 1996 : That Thing You Do! de Tom Hanks : Guy Patterson
- 1997 : Le Loup-garou de Paris (An American Werewolf in Paris) d'Anthony Waller : Andy McDermott
- 1998 : Un cadavre sur le campus (Dead Man on Campus) d'Alan Cohn : Josh Miller
- 1998 : Contre-jour (One True Thing) de Carl Franklin : Brian Gulden
- 1998 : River Red d'Eric Drilling : Dave Holden
- 1999 : Destinataire inconnu (The Love Letter) de Peter Chan : Johnny
- 1999 : Mars à table ! (Top of the Food Chain) de John Paizs : Guy Fawkes
- 2000 : Les Initiés (Boiler Room) de Ben Younger : Michael Brantley
- 2002 : American Party (National Lampoon's Van Wilder) de Walt Becker : Elliot Grebb
- 2004 : Sexual Life de Ken Kwapis : Todd
- 2007 : A la recherche de l'homme parfait Because I Said So) de Michael Lehmann : Jason
- 2008 : Cinq Toutous prêts à tout (Air Buddies) de Robert Vince : Tobby (voix)
- 2008 : Les Copains des neiges (Snow Buddies) de Robert Vince : Buddy (voix)
- 2009 : La Montagne ensorcelée (Race to Witch Mountain) d'Andy Fickman : Matheson
- 2009 : Tanner Hall de Francesca Gregorini et Tatiana von Fürstenberg : Gio
- 2011 : Milo sur Mars (Mars Needs Moms) de Simon Wells : Le père de Milo (voix)
- 2011 : 2ND Take de John Suits : Peter
- 2012 : Le Choc des générations (Parental Guidance) d'Andy Fickman : Phil Simmons
- 2012 : Les chiots Noël : La relève est arrivée (Santa Paws 2 : The Santa Pups) de Robert Vince : Le père Noël
- 2013 : Enemies Closer de Peter Hyams : Henry
- 2015 : Dancing Heart (Bravetown) de Daniel Duran : Jim
- 2015 : Forever de Tatia Pilieva : Fred
- 2016 : La La Land de Damien Chazelle : David
- 2016 : Vanished de Larry A. McLean : Damon
- 2016 : Pup Star de Robert Vince : Charlie (voix)
- 2017 : Adorables Ennemies de Mark Pellington : Ronald
- 2017 : Journal d'un dégonflé : un loooong voyage (Diary Of A Wimpy Kid : The Long Haul) de David Bowers : Frank Heffley
- 2018 : Back Roads d'Alex Pettyfer : Brad Mercer
- 2018 : All Square de John Hyams : Adam
- 2018 : Collusions d'Anthony Vietro : Martin
- 2018 : Danger One de Tom Oesch : Dean
- 2019 : I Hate Kids de John Mallory Asher : Nick Pearson
- 2020 : Clouds de Justin Baldoni : Rob Sobiech, le père de Zach
- 2020 : Finding You de Brian Baugh : Montgomery Rush
- 2020 : Ma belle-sœur bien aimée (Sister of the Groom) d'Amy Miller Gross : Ethan
- 2023 : L'amour en double (en) (One True Loves) d'Andy Fickman : Michael

#### Courts métrages
- 2009 : Glock de lui-même : Glock (également co-scénariste)
- 2011 : The Man at the Counter de Brian McAllister : L'homme
- 2018 : Monster Challenge de Michael Giacchino : Tom

### Télévision

#### Séries télévisées
- 1993 / 2008 - 2009 : New York, police judiciaire (Law and Order) : Charles Wilson / Gouverneur Donald Shalvoy
- 1994 : CBS Schoolbreak Special : Matt Hansen
- 1994 : Another World : Jack
- 1995 - 1997 : Une maman formidable (Grace Under Fire) : Matthew
- 2000 - 2001 : The Street : Jack T. Kenderson
- 2001 - 2002 : Philly : Will Froman
- 2002 - 2003 : Urgences (ER) : Eric Wyczenski
- 2003 : Will et Grace (Will & Grace) : Alex
- 2004 : La Ligue des justiciers (Justice League Unlimited) : Booster Gold / Michael Jon Carter (voix)
- 2005 : Les Lectures d'une blonde (Stacked) : Gavin P. Miller
- 2006 : Saved : Wyatt Cole
- 2008 : Cashmere Mafia : Jack Cutting
- 2008 - 2009 : Sons of Anarchy : l'avocat Rosen
- 2009 - 2011 : Batman : L'Alliance des héros (Batman : The Brave and the Bold) : Booster Gold (voix)
- 2009 - 2013 : Southland : Détective Russell Clarke
- 2012 : GCB : Andrew Remington
- 2014 : Beauty and the Beast : Sam Landon
- 2014 : Z Nation : Charlie Garnett
- 2015 : Murder (How to Get Away with Murder) : Père Andrew Crawford
- 2015 : Esprits criminels (Criminal Minds) : Greg Sullivan
- 2015 - 2016 : Reign : Le Destin d'une reine (Reign) : William
- 2015 - 2016 : Scream : Kevin Duval
- 2016 / 2018 : Elementary : Henry Baskerville
- 2017 - 2019 : 13 Reasons Why : Mr Down, le père de Tyler
- 2017 - 2019 : I'm Sorry : Mike
- 2019 : God Friended Me : Paul
- 2020 : Un ami aux petits soins (The Healing Powers of Dude) : Marvin Ferris
- 2020 : Councils of Dads : Scott Perry
- 2022 : L'Été où je suis devenue jolie (The Summer I Turned Pretty) : Adam Fisher

#### Téléfilms
- 1999 : Inherit the Wind (en) de Daniel Petrie : Bertram Cates
- 2003 : Platonically Incorrect de Tom Shadyac : Scott Monte
- 2004 : Des fantômes pour Noël (Karroll's Christmas) de Dennis Dugan : Allen Karroll
- 2006 : Parlez-moi de Sara (Surrender, Dorothy) de Charles McDougall : Adam
- 2010 : La Larme du diable (The Devil's Teardrop) de Norma Bailey : Parker Kincaid
- 2011 : Bad Mom de Chris Koch : Ted Lacey
- 2013 : Independence Daysaster de W.D. Hogan : Sam Garcette, Président des États-Unis
- 2014 : Trouver l'amour à Sugarcreek (Love Finds You in Sugarcreek) de Terry Cunningham : Scott Joe Matthews / Micah Matthias
- 2016 : Quatre Sœurs unies par le secret (Sister Cities) de Sean Hanish : Chef Brady
- 2017 : Décollage pour Noël (Christmas Connection) de Steven R. Monroe : Jonathan
- 2021 : Ensemble à tout prix (Rise and Shine, Benedict Stone) de Peter Benson : Benedict Stone
- 2021 : The Good Father : The Martin MacNeill Story d'Annie Bradley : Martin MacNeill
- 2022 : Dolly Parton's Mountain Magic Christmas de Joe Lazarov : Sam Haskell

## Voix françaises
| - Damien Boisseau dans : - Un cadavre sur le campus - Destinataire inconnu - The Street (série télévisée) - Parlez-moi de Sara (téléfilm) - Cashmere Mafia (série télévisée) - Sons of Anarchy (série télévisée) - La Larme du diable (téléfilm) - Southland (série télévisée) - Milo sur Mars (voix) - Enemies Closer (téléfilm) - Beauty and the Beast (série télévisée) - Trouver l'amour à Sugarcreek (téléfilm) - Reign : Le Destin d'une reine (série télévisée) - Journal d'un dégonflé : Un looong voyage - Ensemble à tout prix (téléfilm) - L'Été où je suis devenue jolie (série télévisée) | - Alexandre Gillet dans : - Do Over (série télévisée) - Urgences (série télévisée) - Des fantômes pour Noël (téléfilm) - Will et Grace (série télévisée) - Saved (série télévisée) - Denis Laustriat dans : - Les Initiés - American Party - New York, police judiciaire (série télévisée) - Didier Cherbuy dans : - Contre-jour - Independence Daysaster Et aussi - Arnaud Arbessier dans That Thing You Do! - Emmanuel Curtil dans Le Loup-garou de Paris - Thomas Roditi dans Philly (série télévisée) - Maurice Decoster dans La Montagne ensorcelée |